# Елізабет Тібль
Елізабет Тібль (фр. Élisabeth Tible; 8 березня1757—13 лютого1785) — французька співачка і аеронавтка. Вважається першою жінкою в світі, яка здійснила політ на повітряній кулі. Політ відбувся в Ліоні на повітряній кулі «La Gustave» 4 червня 1784 року й здійснювався в честь приїзду до міста шведського короля Густава ІІІ.

## Життєпис

### Ранні роки

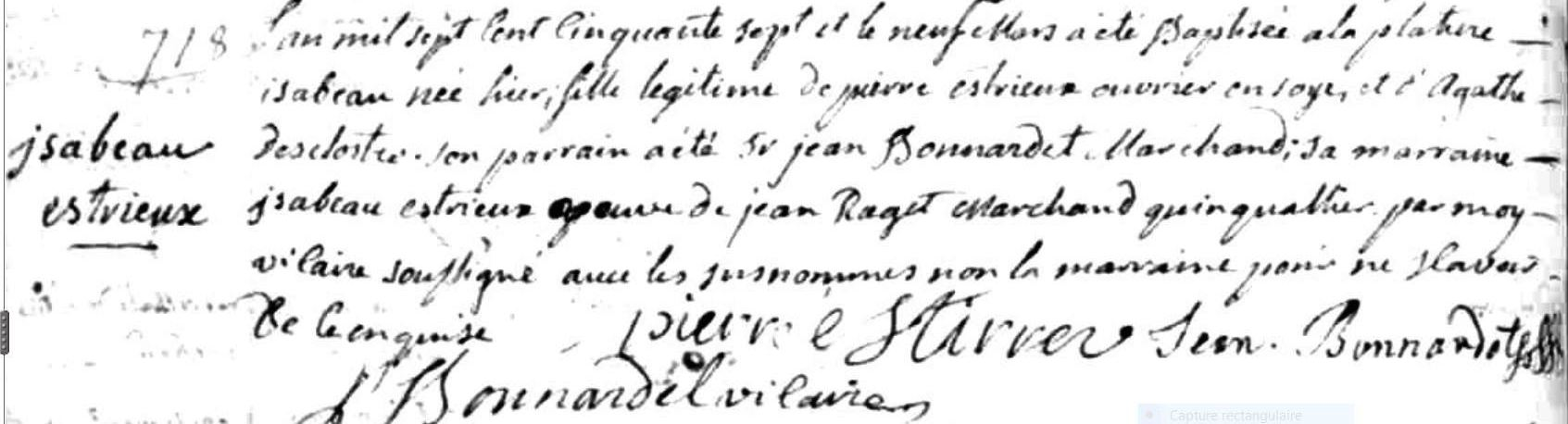
Свідоцтво про хрещення Елізабет Естріє (9 березня 1757 року)

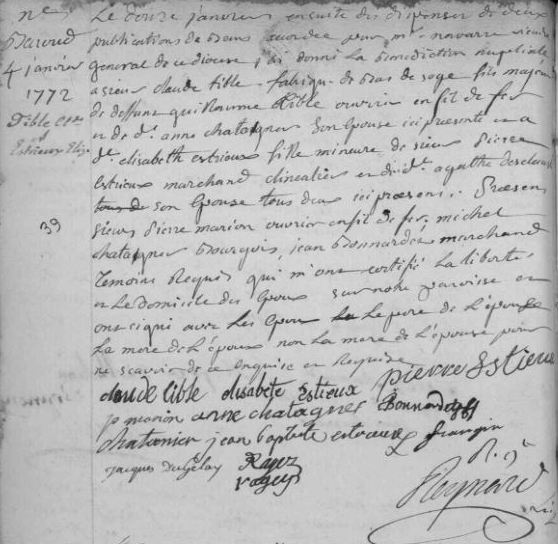
Свідоцтво про шлюб Елізабет Тібль (12 січня 1772 року)

Елізабет Тібль (в дитинстві Елізабет Естріє) народилась 8 березня 1757 року в Ліоні (Франція) у сім'ї П'єра Естріє (Pierre Estrieux) та Агати Деслостре (Agathe Desclaustre). Її батько був місцевим підприємцем і займався виготовленням шовку. Вже наступного дня після народження, 9 березня 1757 року, Елізабет охрестили в місцевій ліонській католицькій церкві «Notre-Dame de la Platière».
Про дитинство Елізабет майже нічого невідомо. 12 січня 1772 року, у віці 14 років і 10 місяців, вона вийшла заміж за Клода Тібля. Одруження відбувалось в католицькій церкві «Saint-Nizier de Lyon». Чоловік Елізабет був місцевим ліонським виробником шовкових панчіх, а також займався виставками воскових предметів та фігур. Він помер у Ліоні 10 лютого 1800 року у віці 58 років і був оголошений як вдівець. В свідоцтві про шлюб, яке збереглось до сьогодні, вказано, що Елізабет була продавцем модного одягу і отримала від свого батька в якості приданого 2200 фунтів стерлінгів, а також прикраси, мебльоване ліжко, шафу та 800 фунтів різних товарів моди. Через кілька років після шлюбу Елізабет стала співачкою і виконувала сопрано в театрі «Comédie de Lyon».

### Політ на повітряній кулі

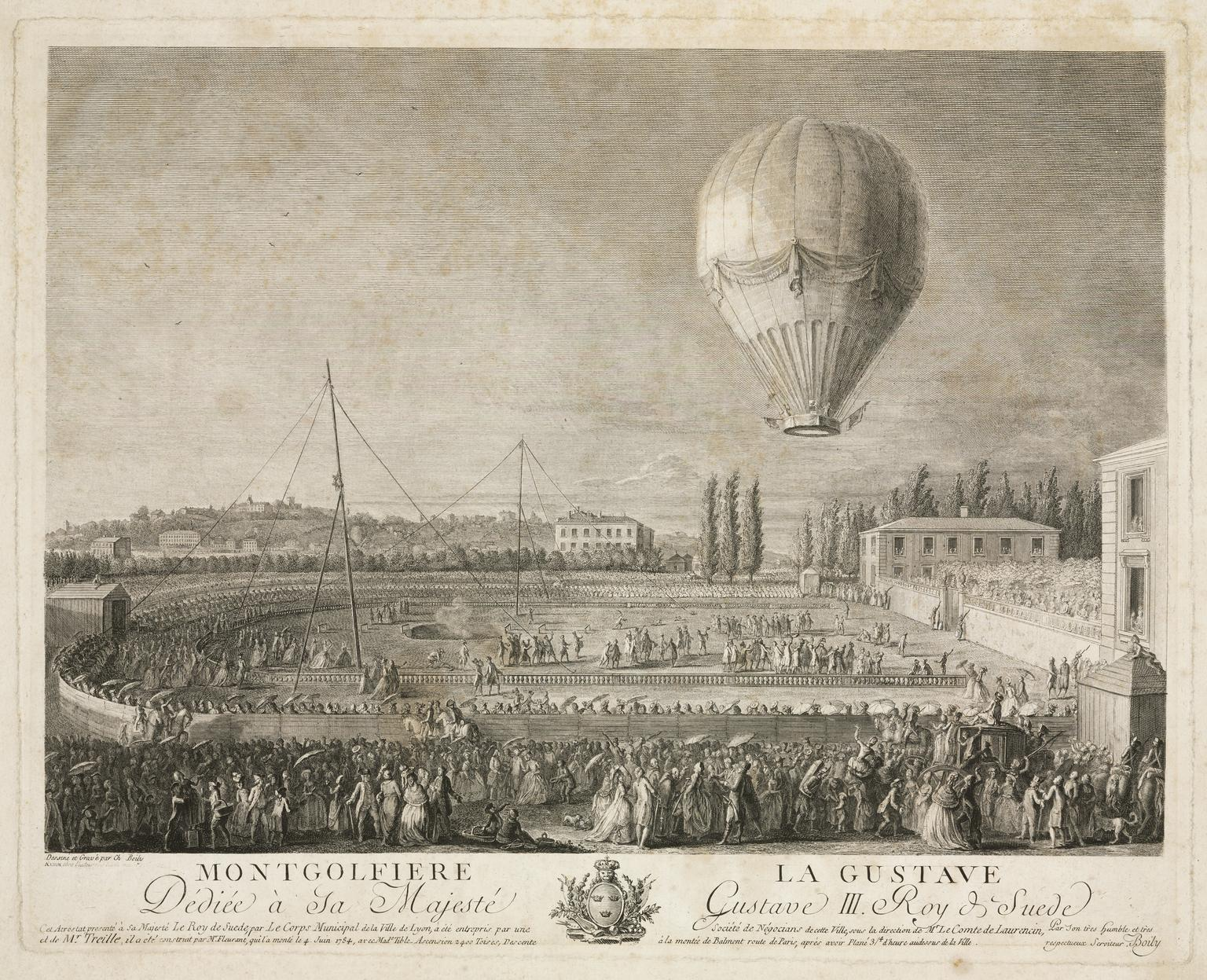
Гравюра французького художника Шарля Буалі (Charles-Ange Boily) на якій зображено політ повітряної кулі «La Gustave» в Ліоні 4 червня 1784 року

Влітку 1784 року до Ліона з візитом мав завітати король Швеції Густав III. Урочистості із польотом повітряної кулі були заплановані на 8 червня, але король прибув на кілька днів раніше і їх перенесли на п'ятницю 4 червня. Кулю для цієї події назвали «La Gustave» в честь короля. Створив її венеціанський винахідник і художник місьє Флерант (Monsieur Fleurant), а допомагав йому граф Жан-Батист де Лорансен (Jean Espérance Blandine de Laurencin). Він виділив кошти на її спорудження , а також взяв на себе всі витрати пов'язані з організацією події. Граф вже мав досвід польотів, бо за кілька місяців до цього, в січні 1784 року він брав участь в польоті гігантської повітряної кулі «Флессель», якою керували знамениті аеронавти Пілатр де Розьє і Жозеф Монгольф'є. Той політ «Флесселя» завершився дуже жорстким аварійним приземленням і можливо саме через цей невдалий досвід граф де Лорансен вирішив передати своє місце в корзині «La Gustave» для Елізабет Тібль.
1. ↑  http://www.fondsenligne.archives-lyon.fr/ark:/18811/97e24d27fb353f7c382a8a33e3b1db3d